# Kocsmatúra
A Kocsmatúra (eredeti cím: Flock of Dudes) 2016-ban bemutatott amerikai filmvígjáték Bob Castrone rendezésében. A főbb szerepekben Chris D’Elia, Hannah Simone és Hilary Duff látható.
Világpremierje 2015. június 13-án volt a Los Angeles-i Filmfesztiválon. 2016. szeptember 30-án mutatták be az amerikai mozikban. Magyarországon 2021 júliusában jelent meg DVD-n a szinkronizált változat.

## Cselekmény
Adam harmincas férfi, aki nevetséges életmódot folytat három életvidám barátjával. Miután kilakoltatják közös házukból, amit együtt tettek tönkre, és exe egy sikeres hírességgel kezd randizni, Adam úgy dönt, ideje felnőnie, ezért „elszakad” a barátaitól.

## Szereplők
| Szerep            | Színész         | Magyar hang     |
| ----------------- | --------------- | --------------- |
| Adam              | Chris D’Elia    | Moser Károly    |
| David             | Skylar Astin    | Hamvas Dániel   |
| Barrett           | Bryan Greenberg | Renácz Zoltán   |
| Beth              | Hannah Simone   | Dobó Enikő      |
| Amanda            | Hilary Duff     | Roatis Andrea   |
| Katherine         | Jamie Chung     | Csuha Borbála   |
| Jamie             | Melissa Rauch   | Dögei Éva       |
| Howie             | Brett Gelman    | Sótonyi Gábor   |
| Mook              | Eric André      | Pál Tamás       |
| Richtman          | Marc Maron      | Megyeri János   |
| Ro                | Kumail Nanjiani | Pálmai Szabolcs |
| Muff Papa         | Hannibal Buress | Szatmári Attila |
| Butler            | Timothy Simons  | Dányi Krisztián |
| Maszturbáló férfi | Jeffrey Ross    | Turi Bálint     |
| Önmaga            | Mario Lopez     | Markovics Tamás |
| Lola              | Kea Ho          |                 |
| Krista            | Kelen Coleman   | Mezei Kitty     |
| Zane              | Carly Craig     |                 |
| Gabrus            | Jon Gabrus      |                 |
| Nelson            | Mitch Eakins    |                 |
| Lyle              | David Neher     | Berkes Bence    |
| Joe               | Vagna Kobe      |                 |
| Adam anyja        | Peri Gilpin     | Ősi Ildikó      |
| Reed nagybácsi    | Ray Liotta      | Epres Attila    |

## A film készítése
A film forgatása 2013 júniusában kezdődött Los Angelesben és a kaliforniai Whittierben. Hannah Simone, Marc Maron és Jeff Ross neve mellett Blake Griffin is szerepel a filmben. Lea Michele ideiglenesen csatlakozott a filmhez, de barátja, Cory Monteith halála után visszalépett a projekttől. 2013 augusztusában a Kocsmatúra az utómunkálatokkal kezdett foglalkozni.

## Fogadtatás
A Rotten Tomatoes kritika-gyűjtő oldalon a film 11 kritika alapján 36%-os népszerűséget ért el, 5,33/10-es átlagértékeléssel.

## Fordítás
- Ez a szócikk részben vagy egészben  a   Flock of Dudes című angol Wikipédia-szócikk fordításán alapul.  Az eredeti cikk szerkesztőit annak laptörténete sorolja fel. Ez a jelzés csupán a megfogalmazás eredetét és a szerzői jogokat jelzi, nem szolgál a cikkben szereplő információk forrásmegjelöléseként.